# Peter Doralt
Peter Doralt (* 3. April 1939 in Wien) ist ein österreichischer Jurist.

## Ausbildung
Nach seinem Jura- und Dolmetschstudium (Englisch) an der Universität Wien und einem Masterstudium an der Harvard Law School (LL.M.) wurde er 1972 bei Walther Kastner habilitiert. Von 1973 bis 2007 war er Professor an der Wirtschaftsuniversität Wien.
Seine Arbeitsschwerpunkte sind Gesellschaftsrecht und österreichisches und internationales Handelsrecht.

## Schriften (Auswahl)
- mit Peter Kresnicka und Robert Bechinie: Rechte und Pflichten von Aufsichtsratsmitgliedern. Wien 1981, OCLC 312900052.
- mit Svatopluk Svoboda und Peter Solt: GmbH-Mustervertrag ČSFR. Tschechisch-deutsch. Mit Kommentar und Einführung in die wichtigsten Rechtsgebiete. Wien 1992, ISBN 3-85428-228-1.
- mit Gábor Török: AG-Mustersatzung Ungarn. Ungarisch - deutsch. Mit Kommentar. Wien 1995, ISBN 3-85428-309-1.
- mit Marian Kocbek und Hilda Marija Pivka: Die Aktiengesellschaft und ihre Satzung nach slowenischem Recht. Slowenisch-deutsch. Delniška družba in njen statut po slovenskem pravu. Wien 1997, ISBN 3-85428-365-2.